# 牛心套保泡
牛心套保泡也作牛心套堡泡、牛心套宝泡，是一个位于中国吉林省大安市西南部的湖泊，系河间洼地积水成湖。西临白城市的郭家店泡，南临霍林河。湖泊水位131.5米，面积36平方公里，平均水深1.0米。湖水依赖湖面降水和沼泽湿地水补给，属于闭流类微咸湖泊。现为中国国家湿地公园。